# 戸部公爾
戸部 公爾（とべ こうじ、1959年4月4日 - ）は、日本の男性声優。アーツビジョン所属。茨城県出身。戸部 公璽と表記されることもある。旧芸名はとべこーじ。

## 略歴
劇団青年座俳優養成所、テアトル・エコー附属養成所を経て、アーツビジョン所属となった。

## 人物
同じ所属事務所の飛田展男は、茨城高校時代からの友人でもある（当時は男子校）。
劇団RELAXの主宰である。
趣味・特技は合気道2段、カラオケ、小道具製作。

## 出演
太字はメインキャラクター。

### テレビアニメ
1994年
- 覇王大系リューナイト

1995年
- 鬼神童子ZENKI（ラジオの声）
- ぼのぼの（ハエ）

1996年
- エルフを狩るモノたち（1996年 - 1997年、オーガ、街人） - 2シリーズ
- YAT安心!宇宙旅行（部下）

1997年
- 地獄先生ぬ〜べ〜（青行燈）
- ネクスト戦記EHRGEIZ（テラ団員、オペレーター2、アナウンス）

1999年
- THE ビッグオー（老人たち）
- ∀ガンダム（兵C）
- 火魅子伝（ハニワ兵）
- Bビーダマン爆外伝V（しょうこうボンB）
- 魔術士オーフェン Revenge（強盗A、ドアボーイ）

2000年
- サクラ大戦TV
- 臣士魔法劇場 リスキー☆セフティ（優雅のお父さん）

2001年
- 機動天使エンジェリックレイヤー（警備員B）
- 地球防衛家族（玉田アナウンサー）

2002年
- キディ・グレイド（入国審査官）
- 神世紀伝マーズ（2002年 - 2003年、まほろば航海長、ブロック、師団長 ほか）

2004年
- それいけ!ズッコケ三人組（宮下五郎）
- 勇午 〜交渉人〜（ユーリー、士官A）

2006年
- NARUTO -ナルト-（シソウ）

2008年
- しゅごキャラ!!どきっ（ナゾたま）

2014年
- ストレンジ・プラス（貴世子の父、真・貴世子の父、依頼人B、親分） - 2シリーズ

2017年
- THE REFLECTION（ピュートリッド）

### OVA
- 覇王大系リューナイト アデュー・レジェンド（1995年、騎士A）
- 銀河英雄伝説（1996年）
- With You 〜みつめていたい〜（2000年、レナン・ローエル）
- ゲートキーパーズ21（2002年、男A、赤服、インベーダー）
- アニメ古典文学館（2003年、主人、源義経、ユーリ）

### Webアニメ
- 幕末機関説 いろはにほへと（2006年、天狗党）

### ゲーム
1995年
- ロックマン・ザ・パワーバトル（フォルテ）

1996年
- 幻影闘技（マーク・スタンフォード）
- NEWヤッターマン 難題かんだいヤジロベエ
- ロックマン2・ザ・パワーファイターズ（フォルテ）

1997年
- エルフを狩るモノたち -完全版-（オーガC）
- クリティカルブロウ（マーク・スタンフォード）
- ストリートファイターIII（ケン、ユン）
- ストリートファイターIII 2nd IMPACT -GIANT ATTACK-（ケン、ユン）
- バーチャル飛龍の拳（龍飛）
- バウンダリーゲート（トールマン、男の声）
- バトルサーキット

1998年
- 戦国美少女絵巻 空を斬る!!（金連、北条 家臣）
- ツアーパーティー 卒業旅行にいこう（響史郎）
- ファーランドサーガ 時の道標（まっする親父、船員、ゴロツキC）
- 炎の料理人クッキングファイター好（ザコ、客A）
- ゆうわくオフィス恋愛課（馬場晴夫、響史郎）

1999年
- エアロダンシング featuring Blue Impulse（山岡清二）
- エコーナイト#2 眠りの支配者（アルバート）

2000年
- エアロダンシング 轟隊長のひみつディスク（山岡清二）
- エアロダンシング F（山岡清二）
- エアロダンシング F 轟つばさの初飛行（山岡清二）
- 7BLADES（陰陽師）
- ゼルダの伝説 ムジュラの仮面

2002年
- サーヴィランス 監視者（ケイト・ウエイクマン）

2003年
- スターオーシャン Till the End of Time（アザゼル）

2006年
- タイムクライシス4（ワイルド・ファング）

2015年
- ゼルダの伝説 ムジュラの仮面 3D

### ドラマCD
- イエスタデイをかぞえて（アロハシャツの死神、牧野）
- 王朝春宵ロマンセ（藤原良相）
- ガンスミスキャッツ Vol.6 THE SHOW DOWN
- 声優刑事（進藤ディレクター）
- ツアーパーティー 卒業旅行にいこう ドラマCD（響史郎）
- 鉄腕バーディー CDシネマ「迷宮の王」
- BOOM TOWN SONG SONG SONG（DJ[1]）
- 八雲立つ 新音盤物語（運転手、須佐の首長、須佐の民B）

### 吹き替え

#### 映画
- 俺たちは天使だ（デデ）※ビデオ版
- 彼女の彼は彼女
- ゲットバック（ヴィンセント〈ジョシュ・ルーカス〉）
- ジャッジメント・デイ（ガルシア）
- スリープウォーク（サイラス〈ブルース・ラムゼイ〉）
- ポイント・ブランク
- モブ・ザ・ギャング（刑事）
- レスリー・ニールセン/裸のローマ帝国 2000・1/2年前

#### テレビドラマ
- アリー my Love シーズン2 #8
- 新スーパーマン（ラルフ〈ジェームス・デュモント〉）
- 太王四神記 #7
- ドクター・フー #8
- バグズ〜ハイテクスパイ大作戦 #13

#### アニメ
- クラス・オブ・ミュージック!（サニー・ブリッジズ）
- 101匹わんちゃん（ロジャー・ディアリー）
- ヘラクレス（男性）
- マスク・アニメーション（モンスケ）

### 特撮
1998年
- 星獣戦隊ギンガマン（バクターの声）

1999年
- 救急戦隊ゴーゴーファイブ（火炎サイマ獣ヘルゲロスの声、地響きサイマ獣ガネムージャの声）

2000年
- 未来戦隊タイムレンジャー（ギエンの声）

2001年
- 未来戦隊タイムレンジャーVSゴーゴーファイブ（ギエンの声）

2003年
- 爆竜戦隊アバレンジャー（ザクロバキュームの声）

2004年
- 特捜戦隊デカレンジャー（リコモ星人ケバキーアの声）

2009年
- 侍戦隊シンケンジャー（ナミアヤシの声）

2011年
- 仮面ライダー×仮面ライダー フォーゼ&オーズ MOVIE大戦MEGA MAX（仮面ライダーアマゾンの声）
- 仮面ライダーフォーゼ 超バトルDVD 友情のロケットドリルステイツ（仮面ライダーアマゾンの声）

2012年
- 特命戦隊ゴーバスターズ（ニードロイドの声）

2014年
- 烈車戦隊トッキュウジャー（ルーペシャドーの声）

### 人形劇
- こどもにんぎょう劇場 「わがままな大男」（北風）

### 舞台
- アンダー・ザ・ホワイトローズ（リチャードIII世[1]）
- 日曜日ナビはオルガンを弾いた[1]
- ハミングバード・トラップ[1]
- 銀翼のマーキュリー[1]
- 異境線デルタ[1]
- パルチザンの少年[4]

### ボイスオーバー
- BS世界のドキュメンタリー（NHK-BS1）
  - 「世界を変えたイマジン」（2009年）

### その他コンテンツ
- あすたむらんど徳島プラネタリウム EXPLORERS Of MAUNA KEA「マウナケアの探険者達」（ジェフリー・マーシーの声）